# セマン族
セマン族（Semang）はマレー半島に住むネグリトの民族である 。マレーシアのペラ州、ケダ州、パハン州に居住する。イギリス統治時代は、マレー半島の北に住むオラン・アスリはSakai（サカイ）として分類された。
今でも低地のネグリトはSakaiという名でも知られるが、この語はセマンの人々には軽蔑的なものである。彼らは3世紀以前からこの地に住んでいたと記されており、放浪する狩猟採集民として記されている。

## 部族

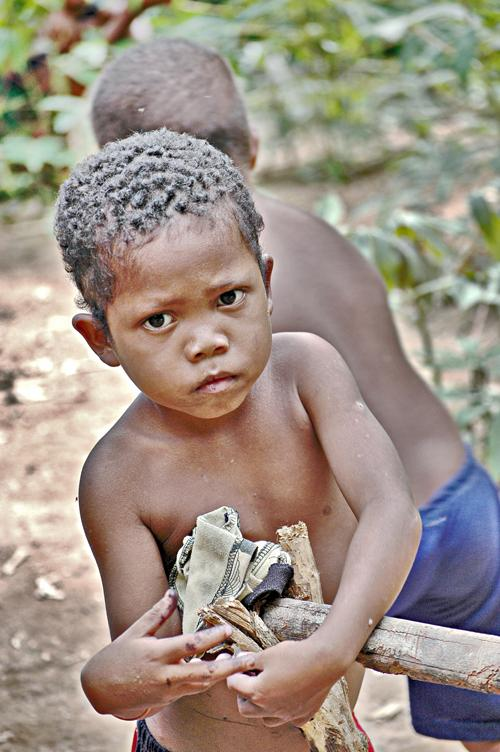
マレーシアのバテク族の子供。

マレーシア政府によってセマンに分類されるオラン・アスリ部族は以下の通り。
- バテク族（英語版）
- ラノ族（英語版）
- ジャハイ族
- マニ族（英語版）[9]
- ケンシュー族（英語版）
- キンタック族（英語版）
- メンドリック族（英語版）

## 遺伝子
セマン族の遺伝子は出アフリカ後に南ルート（イラン→インド→東南アジア）をとったものと、北ルート（イラン→アルタイ山脈→東アジア→東南アジア）をとったものが混在している。例えばジャハイ族では南ルートをとったmtDNAハプログループM21、R21が合わせて83%、北ルートをとったmtDNAハプログループN9aが18%みられる。

## 参考
Benjamin, Geoffrey. 2013. ‘Why have the Peninsular “Negritos” remained distinct?’ Human Biology 85: 445–484. [ISSN 0018-7143 (print), 1534-6617 (online)]
- Bernatzik, H. A., & Ivanoff, J. (2005). Moken and Semang: 1936–2004, persistence and change. Bangkok: White Lotus. ISBN 974-480-082-8
- Gomes, A. G. (1982). Ecological adaptation and population change: Semang foragers and Temuan horticulturists in West Malaysia. Honolulu, Hawaii (1777 East-West Rd., Honolulu 96848): East-West Environment and Policy Institute.
- Human Relations Area Files, inc. (1976). Semang. [Ann Arbor, Mich: University Microfilms.
- Mirante, Edith (2014) "The Wind in the Bamboo: Journeys in Search of Asia's 'Negrito' Indigenous Peoples" Bangkok, Orchid Press.
- Rambo, A. T. (1985). Primitive polluters: Semang impact on the Malaysian tropical rain forest ecosystem. Ann Arbor, Mich: Museum of Anthropology, University of Michigan. ISBN 0-915703-04-1